# Buldibuyo (distrito)
Buldibuyo é um dos 13 distritos da província de Patáz, localizado na região de La Libertad

## Transporte
O distrito de Buldibuyo é servido pela seguinte rodovia:
- PE-10C, que liga a cidade de Huancaspata ao distrito de Chugay
- LI-127, que liga o distrito à cidade de Parcoy [1][2][3]